# Lijst van beschermd erfgoed in de gemeente Roeser
In deze lijst van beschermd erfgoed in de gemeente Roeser zijn alle geclassificeerde nationale monumenten van de Luxemburgse gemeente Roeser opgenomen.

## Monumenten per plaats

### Bivange
| Object                 | Bouwjaar/architect | Locatie | Datum beschermd?     | Coördinaten | Afbeelding |
| ---------------------- | ------------------ | ------- | -------------------- | ----------- | ---------- |
| Hoeve genaamd Kreuzhof |                    |         | 22 januari 1985 (IS) |             |            |

### Peppange
| Object                           | Bouwjaar/architect | Locatie            | Datum beschermd?     | Coördinaten | Afbeelding |
| -------------------------------- | ------------------ | ------------------ | -------------------- | ----------- | ---------- |
| Klooster                         |                    | rue St-Benoît 3    | 12 oktober 2007 (MN) |             |            |
| Boerderij met aanliggend terrein |                    | rue de Crauthem 38 | 27 juli 1989 (IS)    |             |            |

## Bron
- Liste des immeubles et objets classés monuments nationaux ou inscrits à l'inventaire supplémentaire